# Гарлате (озеро)
Гарлате (итал. Lago di Garlate) — озеро на севере Италии. Расположено в провинции Лекко в Ломбардии, к югу от озера Комо.
Объём воды — 0,07 км³. Площадь поверхности — 4,47 км². Наибольшая глубина — 34 м. Высота над уровнем моря — 198 м.
На восточном берегу озера находятся города Лекко и Веркураго, а на западном — города Пескате и Гарлате.

## Галерея

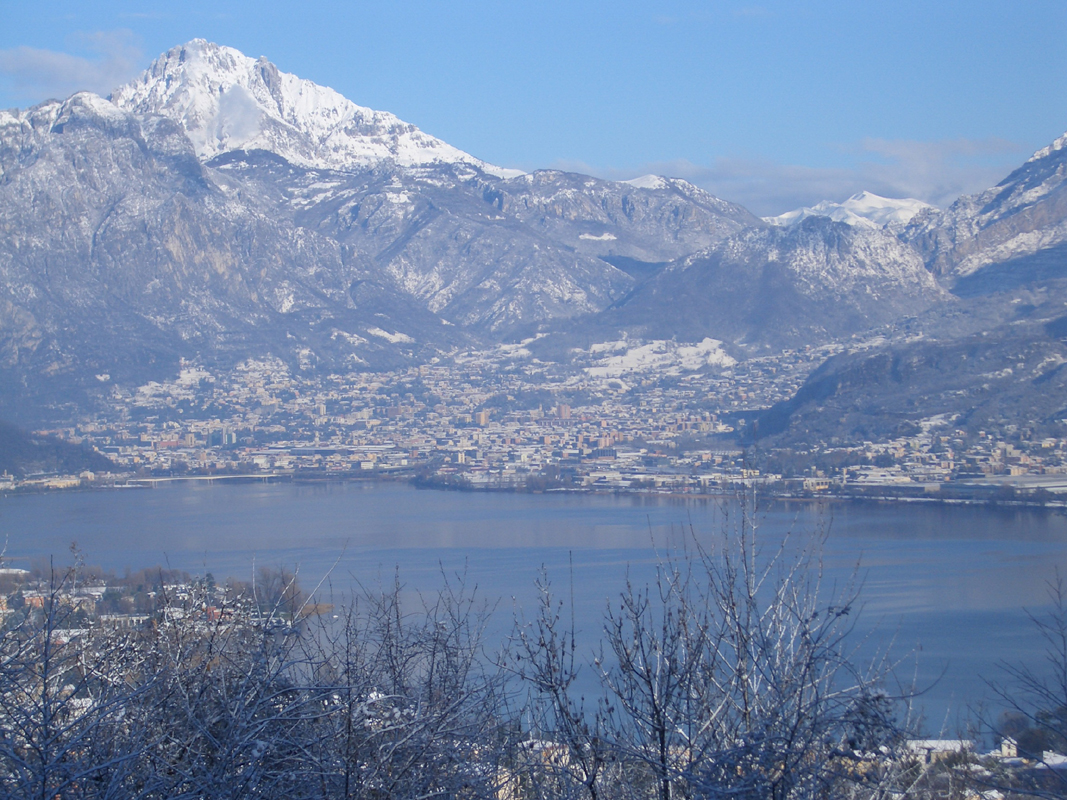
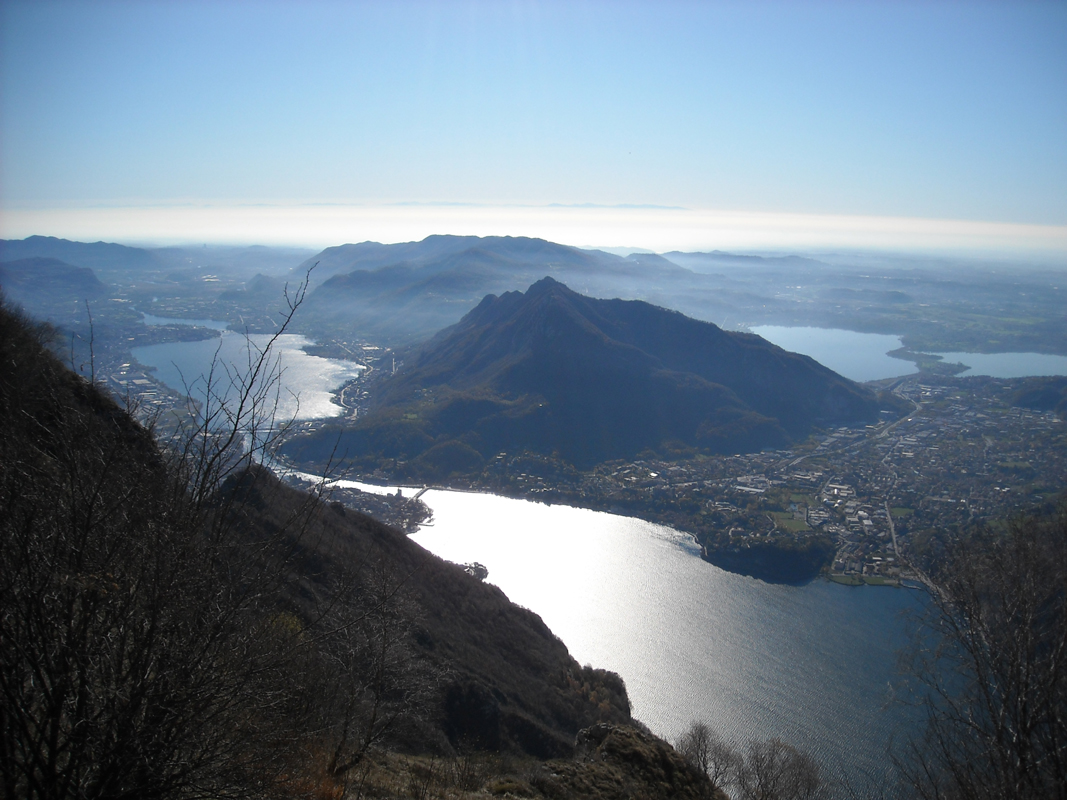
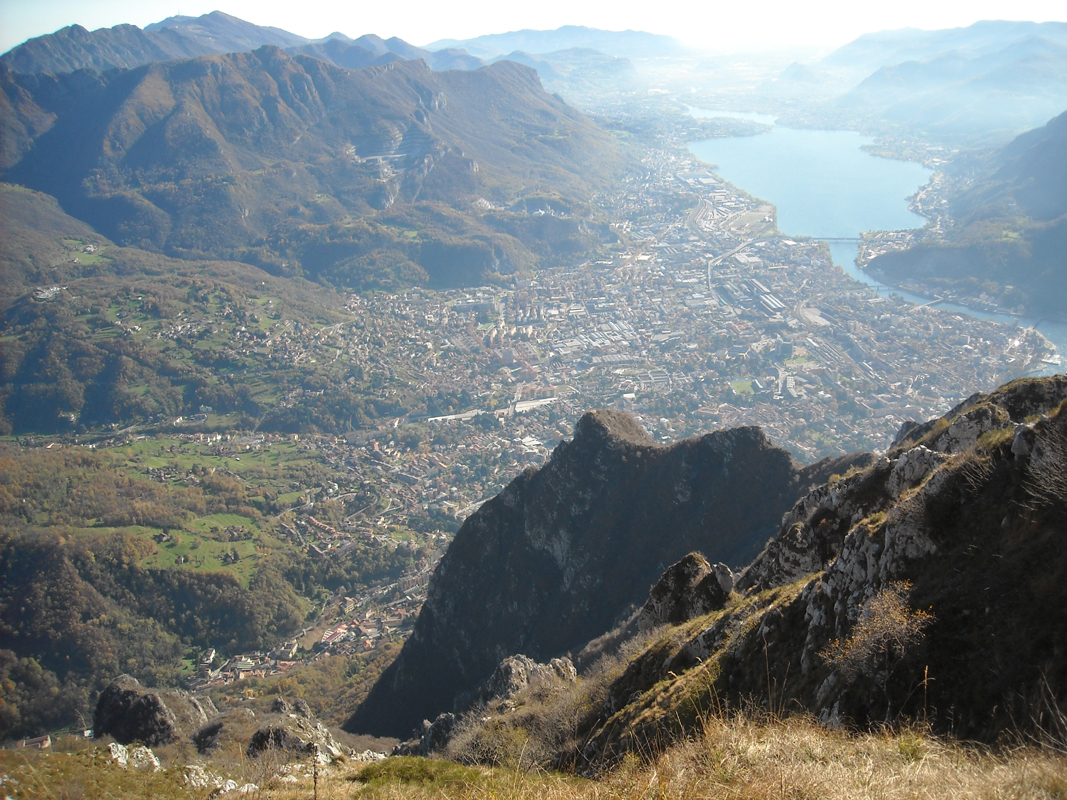